# Епштенова аномалија
Епштенова аномалија је урођена малформација срца коју карактерише апикално померање септума и задњег трикуспидалног залистка, што доводи до атријализације десне коморе са променљивим степеном малформације и померањем предњег валвуларног листића.

## Историја
Вилхелм Епштен је први 1866. године описао пацијента са срчаним дефектима типичним за урођену срчану ману са апикалним померање септума и задњег трикуспидалног залистка, и атријализацијом десне коморе. Године 1927. Алфред Арнштајн је предложио да ова мана добије назив Епштенова аномалија. Године 1937. Yates и Shapiro описали су први случај аномалије са радиографским и електрокардиографским подацима.

## Релевантна анатомија
Трикуспидални залистак је обично направљен од три дела, који се називају листићи или клапне. Листови се отварају како би омогућили да се крв креће из десне преткомора (горња комора) у десну комору (доња комора) док се срце опушта. Затварају се да спрече кретање крви из десне коморе у десну преткомору док срце пумпа крв.
Код људи са Епштеновом аномалијом, листићи се постављају дубље у десну комору уместо у нормалан положај. Листићи су често већи од нормалног. Дефект најчешће доводи до лошег рада вентила, а крв може кренути погрешним путем. Уместо да тече у плућа, крв тече назад у десну преткомору. Подржавање протока крви може довести до повећања срца и накупљања течности у телу. Такође може доћи до сужења вентила који води до плућа (плућни вентил).
У многим случајевима, људи такође имају рупу у зиду која раздваја две горње коморе срца ( дефект атријалне преграде ) и проток крви кроз ову рупу може довести до тога да крв сиромашна кисеоником иде у тело. Ово може изазвати цијанозу, плаву нијансу коже узроковану крвљу сиромашном кисеоником.
Епштенова аномалија се јавља како се беба развија у материци. Тачан узрок је непознат. Употреба одређених лекова (као што су литијум или бензодиазепини) током трудноће може играти улогу. Стање је ретко. Чешће је код белаца.

## Епидемиологија
Епштенова аномалија вероватно чини 0,5% случајева  урођених срчаних обољења . Њена права преваленција је непозната јер се благи облици често не дијагностикују. Уз широку примену ехокардиографије, данас се дијагностикује све више случајева. 

### Демографија везана за расу, пол и узраст
Епштенова аномалија је чешћа код деце белих жена. Међутим, не постоји специфична полна превласт.
Епштенова аномалија се може појавити у различитим фазама живота:
- Код фетуса - Епштенова аномалија се обично дијагностикује случајно ехокардиографијом.
- Код новорођенчета и одојчета -  Ебстеинова аномалија се манифестује цијанозом и/или тешком срчаном инсуфицијенцијом; типично, симптоми присутни у детињству се побољшавају како се плућни васкуларни отпор смањује.[9]
- Код одраслих - Епштенова аномалија се манифестује умором, диспнејом при напору, цијанозом, трикуспидалном регургитацијом и/или инсуфицијенцијом десног срца и палпитацијама; аритмије су честе.

Према старијим опсервационим подацима, отприлике 5% ових пацијената преживи преко 50 година. Најстарији забележени пацијент доживео је 85 година.

## Етиологија
Епштенова аномалија је урођена болест често непознатог узрока.
Фактори животне средине који су укључени у етиологију аномалије од стране мајке, могу бити:
- Унос литијума у првом тромесечју трудноће
- Употреба бензодиазепина
- Изложеност  супстанцама за лакирање
- Историја болести у којој је мајка имала губитак фетуса

Ризик од Епштенове аномалије је већи код деце белаца него код других раса.

## Патофизиологија
Ембриолошки развој трикуспидалних валвула и хорда укључује подривање слободног зида десне коморе. Овај процес се наставља до нивоа атриовентрикуларног (АВ) споја. Код Епштенове аномалије, овај процес поткопавања је непотпун и не достиже ниво АВ споја. Поред тога, апикални делови ткива вентила, који нормално пролазе кроз ресорпцију, не успевају да се потпуно ресорбују. То доводи до изобличења и померања крила трикуспидалног залистка, а део десне коморе постаје атријализован. У једној студији која је укључивала 50 срца са аномалијом, откривено је да је цела десна комора морфолошки абнормална.
Ебштајнова аномалија је обично повезана са другим урођеним, структурним или болешћу проводног система, укључујући интракардијалне шантове, валвуларне лезије и помоћне проводне путеве (нпр Волф -Паркинсон-Вајт синдром).
Хемодинамске последице Епштенове аномалије произилазе из измештених и малформисаних трикуспидних листића и атријализације десне коморе. Аномалија летака доводи до трикуспидалне регургитације. Озбиљност регургитације зависи од степена померања листића, у распону од благе регургитације са минимално помереним трикуспидним листићима до тешке регургитације са екстремним померањем.
Атријализовани део десне коморе, иако је анатомски део десне преткомора, скупља се и опушта са десном комором. Ова нескладна контракција доводи до стагнације крви у десној преткомори. Током вентрикуларне систоле, атријализовани део десне коморе се контрахује са остатком десне коморе, што изазива повратни ток крви у десну преткомору, наглашавајући ефекте трикуспидалне регургитације.

## Клиничка слика
Абнормалност може бити мала или веома озбиљна. Стога, симптоми такође могу да варирају од благих до веома тешких. Симптоми се могу развити убрзо након рођења, а могу укључивати плавичасте усне и нокте због ниског нивоа кисеоника у крви. У тешким случајевима, беба изгледа веома болесна и има проблема са дисањем. У благим случајевима, оболела особа може бити асимптоматска дуги низ година, понекад чак и трајно.
Симптоми код старије деце могу укључивати:
- Кашаљ
- Спори раст и развој
- Умор
- Убрзано дисање
- Диспнеја
- Веома брзи откуцаји срца

## Дијагноза
Новорођенчад која имају озбиљно цурење кроз трикуспидални залистак имаће веома низак ниво кисеоника у крви и значајно повећање срца. Здравствени радник може чути абнормалне срчане звукове, као што је шум, када слуша грудни кош стетоскопом.
Тестови који могу помоћи у дијагностицирању овог стања укључују:
- Физички преглед грудног коша
- Магнетна резонанца срца
- Мерење електричне активности срца (ЕКГ)
- Ултразвук срца (ехокардиограм).[13]

## Терапија
Лечење зависи од тежине дефекта и специфичних симптома и може укључивати:
- Лекови који помажу код срчане инсуфицијенције, као што су диуретици.
- Кисеоник и друга подршка за дисање.
- Операција за корекцију вентила.
- Замена трикуспидалне валвуле. Ово може бити потребно за децу код које болест наставља да се погоршава  или имају озбиљније компликације.[14]

## Прогноза
Генерално, што се ранији симптоми развијају, то је тежа болест.
Неке особе могу бити без симптоме или да имају врло благе симптоме. Код других симптоми се могу погоршати током времена, развијајући плаву боју (цијанозу), срчану инсуфицијенцију, срчани блок или опасне срчане ритмове.

## Превенција
Не постоји позната превенција, осим разговора са лекаром пре трудноће ако мајка користи лекове за које се сматра да су повезани са развојем ове болести. Можда се могу спречите неке од компликација болести (на пример, узимање антибиотика пре стоматолошке операције може помоћи у спречавању ендокардитиса).

## Компликације
У озбиљне компликације Епштенове аномалије спадају:
- конгестивна срчана инсуфицијенција
- изненадна срчана смрт
- бактеријски ендокардитис
- апсцес мозга
- парадоксална емболија
- пролазни исхемијски напади
- срчани удар